# Polat, Doğanşehir
Polat là một thị trấn thuộc huyện Doğanşehir, tỉnh Malatya, Thổ Nhĩ Kỳ. Dân số thời điểm năm 2011 là 2.33 người.